# Seututie 501
Pour les articles homonymes, voir Route 501.
La route régionale 501 (finnois : Seututie 501)  est une route régionale allant de Marjala à Joensuu jusqu'à l'aéroport de Joensuu à Liperi en Finlande,,.

## Présentation
La seututie 501 est une route régionale de Carélie du Nord.

## Parcours
- Marjala
- Puhakka
- Jaamanlampi
- Aéroport de Joensuu